# پولای بوتسوانا
پولای بوتسوانا (به انگلیسی: Botswana pula) با کد ایزوی BWP، یکای پول رایج در کشور بوتسوانا است. مسئولیت کنترل این یکای پول بر عهدهٔ بانک بوتسوانا قرار دارد. هر پولا به صد تبه (به انگلیسی: Thebe) بخش می‌شود.

## ریشه‌شناسی
واژه پولا در زبان تسوانا معنای «باران» دارد. به دلیل قرار داشتن بیابان کالاهاری در بوتسوانا، باران از ارزشی بسیار برخوردار است. شعار ملی بوتسوانا نیز پولا است.
واژه تبه که یکای خرد این یکای پول باشد نیز در رای‌گیری به گزینش مردم برگزیده شد و معنای «سپر» می‌دهد.

## تاریخچه
پولا در تاریخ ۲۳ اوت ۱۹۷۶ معرفی و جایگزین رند آفریقای جنوبی شد؛ این روز با نام «روز پولا» شناخته می‌شود. صد روز پس از معرفی پولا به عنوان یکای پول ملی، رند در بوتسوانا اعتبار خود را از دست داد و دیگر پول قانونی برشمرده نشد. شرکت بریتانیایی دی لا رو برای چاپ اسکناس‌ها و ضرب سکه‌های پولا برگزیده شد.

## سکه‌ها
| نگاره | بها      | جنس                                                            | قطر                           | جرم     | ضخامت   | لبه                          | تاریخ انتشار |
| ----- | -------- | -------------------------------------------------------------- | ----------------------------- | ------- | ------- | ---------------------------- | ------------ |
|       | ۱ thebe  | آلومینیم                                                       | ۱۸٫۵ mm                       | ۰٫۸ g   | ۱٫۲۲ mm | هموار                        | ۱۹۷۶–۱۹۹۱    |
|       | ۲ thebe  | برنز                                                           | ۱۷٫۴ mm (دوازده‌گوش)           | ۱٫۸ g   | ۱٫۰۵ mm | هموار                        | ۱۹۸۱–۱۹۸۵    |
|       | ۵ thebe  | برنز                                                           | ۱۹٫۵ mm                       | ۲٫۸ g   | ۱٫۱۷ mm | دندانه‌دار                    | ۱۹۷۶–۱۹۸۹    |
|       | ۵ thebe  | فولاد با روکش برنز                                             | ۱۹٫۵ mm                       | ۲٫۸ g   | ۱٫۲۸ mm | هموار یا دندانه‌دار           | ۱۹۹۱–۱۹۹۶    |
|       | ۵ thebe  | فولاد با روکش برنز                                             | ۱۷ mm (هفت‌گوش)                | ۲٫۴۱ g  | ۱٫۷۵ mm | هموار                        | ۱۹۹۸–۲۰۰۹    |
|       | ۵ thebe  | فولاد با روکش نیکل                                             | ۱۸ mm (هفت‌گوش)                | ۲٫۲۱۸ g | ۱٫۳ mm  | هموار                        | ۲۰۱۳         |
|       | ۱۰ thebe | کوپرونیکل                                                      | ۲۲ mm                         | ۴ g     | ۱٫۳۳ mm | دندانه‌دار                    | ۱۹۷۶–۱۹۸۹    |
|       | ۱۰ thebe | فولاد با روکش نیکل                                             | ۲۲ mm                         | ۳٫۸ g   |         | دندانه‌دار                    | ۱۹۹۱         |
|       | ۱۰ thebe | فولاد با روکش نیکل                                             | ۱۸ mm                         | ۲٫۸ g   | ۱٫۷۵ mm | دندانه‌دار                    | ۱۹۹۸–۲۰۰۸    |
|       | ۱۰ thebe | فولاد با روکش نیکل                                             | ۲۰ mm                         | ۲٫۸ g   | ۱٫۴ mm  | دندانه‌دار                    | ۲۰۱۳         |
|       | ۲۵ thebe | کوپرونیکل                                                      | ۲۵ mm                         | ۵٫۸ g   |         | دندانه‌دار                    | ۱۹۷۶–۱۹۸۹    |
|       | ۲۵ thebe | فولاد با روکش نیکل                                             | ۲۵ mm                         | ۵٫۷۳ g  |         | دندانه‌دار                    | ۱۹۹۱         |
|       | ۲۵ thebe | فولاد با روکش نیکل                                             | ۲۰ mm (هفت‌گوش)                | ۳٫۵ g   | ۱٫۸ mm  | هموار                        | ۱۹۹۸–۲۰۰۹    |
|       | ۲۵ thebe | فولاد با روکش نیکل                                             | ۲۲ mm (هفت‌گوش)                | ۴٫۲ g   | ۱٫۶ mm  | هموار                        | ۲۰۱۳         |
|       | ۵۰ thebe | کوپرونیکل                                                      | ۲۸ mm                         | ۱۱٫۴ g  | ۲٫۳ mm  | دندانه‌دار                    | ۱۹۷۶–۱۹۸۵    |
|       | ۵۰ thebe | کوپرونیکل                                                      | ۲۸ mm                         | ۱۱٫۴ g  | ۲٫۳ mm  | دندانه‌دار                    | ۱۹۷۶–۱۹۸۵    |
|       | ۵۰ thebe | فولاد با روکش نیکل                                             | ۲۸ mm                         | ۱۱٫۴ g  |         |                              | ۱۹۹۱         |
|       | ۵۰ thebe | فولاد با روکش نیکل                                             | ۲۱٫۳ mm                       | ۴٫۸۲ g  | ۲٫۲ mm  | هموار                        | ۱۹۹۶–۲۰۰۱    |
|       | ۵۰ thebe | فولاد با روکش نیکل                                             | ۲۴ mm                         | ۵٫۳ g   | ۱٫۸ mm  | دندانه‌دار                    | ۲۰۱۳         |
|       | ۱ pula   | کوپرونیکل                                                      | ۲۹٫۵ mm؛ بریده (با ۱۲ بریدگی) | ۱۶٫۴ g  |         | هموار                        | ۱۹۷۶–۱۹۸۷    |
|       | ۱ pula   | نیکل-برنج                                                      | ۲۴ mm (هفت‌گوش)                | ۸٫۸ g   | ۲٫۷ mm  | بخش‌بندی (۱۰ دندانه بر ۷ بخش) | ۱۹۹۱–۲۰۰۷    |
|       | ۱ pula   | فولاد با روکش برنز                                             | ۲۶ mm                         | ۷٫۸ g   |         | هموار                        | ۲۰۱۳–۲۰۱۶    |
|       | ۲ pula   | نیکل-برنج                                                      | ۲۶٫۴ mm (هفت‌گوش)              | ۶٫۳ g   | ۲٫۴ mm  | بخش‌بندی (۱۹ دندانه بر ۷ بخش) | ۱۹۹۴         |
|       | ۲ pula   | فولاد با روکش برنج                                             | ۲۴٫۶ mm (هفت‌گوش)              | ۶٫۰۲ g  | ۲ mm    | بخش‌بندی (۱۹ دندانه بر ۷ بخش) | ۲۰۰۴         |
|       | ۲ pula   | دوفلزه؛ فولاد با روکش برنز در مرکز، فولاد با روکش نیکل در حلقه | ۲۷ mm                         | ۷٫۳ g   | ۲ mm    | دندانه‌دار                    | ۲۰۱۳–۲۰۱۶    |
|       | ۵ pula   | دوفلزه؛ کوپرونیکل در مرکز، برنج در حلقه                        | ۲۳٫۵ mm                       | ۶ g     | ۲ mm    | دندانه‌دار                    | ۲۰۰۰–۲۰۰۷    |
|       | ۵ pula   | دوفلزه؛ کوپرونیکل در مرکز، برنج در حلقه                        | ۲۸ mm                         | ۸٫۷ g   | ۲٫۲ mm  | بخش‌بندی                      | ۲۰۱۳–۲۰۱۶    |

## اسکناس‌ها
از سری کنونی در تاریخ ۲۳ اوت ۲۰۰۹ رونمایی شد که برای نخستین بار اسکناسی ۲۰۰ پولایی را شامل می‌شد.
| (چاپ ۲۰۰۹) | (چاپ ۲۰۰۹) | (چاپ ۲۰۰۹) | (چاپ ۲۰۰۹)                                                 | (چاپ ۲۰۰۹)                                  | (چاپ ۲۰۰۹) |
| نگاره      | بها        | رنگ        | شرح                                                        | شرح                                         | شرح        |
| نگاره      | بها        | رنگ        | رو                                                         | پشت                                         | ته‌نقش      |
| ---------- | ---------- | ---------- | ---------------------------------------------------------- | ------------------------------------------- | ---------- |
|            | ۱۰ pula    | سبز        | رییس‌جمهور یان خاما                                         | ساختمان پارلمان،گابورون                     | بها، گورخر |
|            | ۲۰ pula    | قرمز       | کگالکانگ تومیدیسو موتسته، شاعر و آهنگساز سرود ملی بوتسوانا | ابزار معدن‌کاری                              | بها، گورخر |
|            | ۵۰ pula    | قهوه‌ای     | رییس‌جمهور سرتسه خاما                                       | مرداب‌های دلتای اوکاوانگو، قایق، عقاب و ماهی | بها، گورخر |
|            | ۱۰۰ pula   | آبی        | سه رییس قبیله (سبله یکم، باتوئن یکم، خامای سوم)            | معدن الماس                                  | بها، گورخر |
|            | ۲۰۰ pula   | ارغوانی    | آموزگار و دانش‌آموزان                                       | گورخر                                       | بها، گورخر |

در پی انتقادها از کیفیت کم اسکناس ۱۰ پولایی، جنس این اسکناس در تاریخ ۱ فوریه ۲۰۱۸ به بسپار تغییر یافت.
در سال ۲۰۲۰ نگاره موگویتسی ماسیسی، رییس‌جمهور کنونی بوتسوانا بر روی اسکناس ۱۰ پولایی با جنس بسپار نقش بست.
| (اسکناس‌های ۱۰ پولا از جنس بسپار) | (اسکناس‌های ۱۰ پولا از جنس بسپار) | (اسکناس‌های ۱۰ پولا از جنس بسپار) | (اسکناس‌های ۱۰ پولا از جنس بسپار) | (اسکناس‌های ۱۰ پولا از جنس بسپار) | (اسکناس‌های ۱۰ پولا از جنس بسپار) |
| نگاره                            | بها                              | رنگ                              | شرح                              | شرح                              | شرح                              |
| نگاره                            | بها                              | رنگ                              | رو                               | پشت                              | ته‌نقش                            |
| -------------------------------- | -------------------------------- | -------------------------------- | -------------------------------- | -------------------------------- | -------------------------------- |
|                                  | ۱۰ pula                          | سبز                              | رییس‌جمهور یان خاما               | ساختمان پارلمان،گابورون          | گورخر                            |
|                                  | ۱۰ pula                          | سبز                              | رییس‌جمهور موگویتسی ماسیسی        | ساختمان پارلمان،گابورون          | گورخر                            |